# Michelina Tenace
Michelina Tenace (* 1954, San Marco in Lamis) je italská římskokatolická teoložka.

## Životopis
Studovala filozofii na Sorbonně v Paříži. V roce 1978 v Římě na státní Univerzitě La Sapienza získala doktorát z oboru cizojazyčné krásné literatury. Na Papežské univerzitě Gregoriana obhájila disertační práci o Vl. Solovjovovi pod vedením Tomáše Špidlíka. Od roku 2007 přednáší teologii na té univerzitě. Působí také na Papežském východním institutu a na institutu Regina Mundi (Pontificio Istituto Regina Mundi).

## Vybrané publikace
- TENACE, Michelina. Úvod do myšlení Vladimíra Solovjova. Překlad : z francouzštiny přeložil Antonín Juvenál Valíček OFMC; Recenzenti: Pavel Ambros a Michal Altrichter. Velehrad: Refugium Velehrad-Roma, 2000. ISBN 80-86045-55-2. S. 8–95. Kniha vychází v rámci výzkumného záměru „Jednotná Evropa a křesťanství“ a ve spolupráci s Centrem Aletti v Olomouci.